# Partido Paz y Prosperidad de Bután
El Partido Paz y Prosperidad de Bután o Druk Phuensum Tshogpa (en dzongkha: འབྲུག་ ཕུན་ སུམ་ ཚོགས་ པ; en wylie: Brug phun de suma tshog-pa), también conocido como DPT, es un partido político butanés de ideología monarquista y conservadora. Fue fundado el 25 de julio de 2007 con la fusión del Partido de Todo el Pueblo y el Partido Unido del Pueblo de Bután, ambos de corta duración. El comité de trabajo de la entidad fusionada, encabezada por el exministro Jigme Thinley, decidió el nombre para el nuevo partido. El 15 de agosto, Thinley fue elegido presidente del partido, y el partido solicitó la inscripción, convirtiéndose así en el segundo partido político en Bután en hacerlo. El 2 de octubre, la Comisión Electoral de Bután registró oficialmente el partido.
Meses después, el 24 de marzo de 2008, el DPT obtuvo una abrumadora victoria en las primeras elecciones generales del país, obteniendo 45 de 47 escaños en la Asamblea Nacional. Thinley se convirtió en el primer Primer ministro de Bután democráticamente electo.
En las siguientes elecciones, celebradas entre mayo y julio de 2013, el DPT perdió ante el Partido Democrático del Pueblo, que antes había obtenido los dos escaños restantes, dejando al DPT con 15 escaños. Tras la elección, Jigme Thinley presentó su renuncia como miembro de la Asamblea Nacional antes de comenzar su sesión legislativa. El 24 de julio del mismo año Pema Gyamtsho, que es un exministro de Agricultura y Bosques, fue nombrado el líder de la oposición para la segunda sesión legislativa. El 3 de diciembre sucedió a Thinley como líder del partido.

## Historia electoral
|  | 67.04 % |

|  | 44.52 % |

|  | 45.12 % |

|  | 30.92 % |

|  | 45.05 % |

|  | 14.91 % |